# Estrela do Indaiá
Estrela do Indaiá es un municipio brasileño situado en el estado de Minas Gerais. Tiene una población estimada, en 2021, de 3483 habitantes.